# Hemithea herbacea
Hemithea herbacea là một loài bướm đêm trong họ Geometridae.